# Arcade de Bourges
Pour les articles homonymes, voir Arcade et Bourges.
Arcade de Clermont ou Arcade de Bourges († en 541) est un aristocrate gallo-romain qui devient en 538 le 22e évêque de Bourges, en Berry.
Considéré comme saint par l'Église catholique, il est fêté le 1er août,.
Il est le fils d'Apollinaire de Clermont, comte d'Auvergne d’allégeance wisigothique.

## Biographie
Né à Clermont au début du VIe siècle, Arcade est issu de la famille des Avitii. Il est le fils du comte d'Auvergne Apollinaire de Clermont qui gouverne alors le territoire auvergnat et sa capitale Clermont pour le compte du roi wisigoth Alaric II et donc également le petit fils du poète Sidoine Apollinaire.
Devenu sénateur à Clermont, Arcade va, à l'instar de son père d'allégeance wisigothique, appeler les Auvergnats à se soulever contre les Francs car croyant que le roi Thierry Ier est mort en Thuringe. Ce dernier bien vivant apprend la nouvelle et se rend en Auvergne pour la mettre à feu et à sang tout en prenant soin néanmoins de laisser une sauveté de 8 milles autour de la cité de Clermont.
Cette défaite a des conséquences immédiates sur le pouvoir mérovingien. Sa mère Placidina et la tante d'Arcade sont arrêtées à Cahors, condamnées à l'exil, et leurs biens sont confisqués. Quant à Arcade lui-même, il parvient à se réfugier à Bourges qui appartient à Childebert, un allié contre Thierry Ier. Plus tard il devient évêque de la cité biturige et finit même par être honoré localement sous le nom de saint Arcade.

### Articles liés
- Liste des archevêques de Bourges
- Archidiocèse de Bourges